# Lubna Tahtamouni
Lubna Hamid Tawfiq Tahtamouni (en arabe : لبنى تهتموني), née le 24 janvier 1976, est une biologiste jordanienne connue pour son travail dans les domaines de la biologie du développement et de la recherche sur le cancer. Elle est à la tête du Département de biologie et de biotechnologie à l'université Hachémite de Zarqa. Elle a remporté plusieurs prix pour son travail sur le cancer du sein, et est connu comme une militante pour la place des femmes en sciences dans le monde arabe. En 2016, elle est nommée parmi les 100 femmes de l'année de la BBC.

## Enfance et éducation
Tahtamouni est la troisième de six enfants et a grandi à Irbid , dans le nord de la Jordanie. Elle fréquente l'Université de Jordanie et obtient un baccalauréat universitaire en 1997 et une maitrise en 2000. Elle entame un programme de biologie de premier cycle en raison de ses bons résultats. Pour sa maîtrise elle s'est spécialisée dans le développement et la biologie de la reproduction sous la direction d' Hameed Al Haj.
Elle effectue ses recherches doctorales aux États-Unis à l'Université d'État du Colorado et soutient sa thèse en 2005 sur la migration des cellules embryonnaires et métastatique sous la direction de James Bamburg. Elle remercie sa famille dans sa publication pour le soutien de sa carrière en sciences et sa décision de s'installer aux États-Unis.

## Carrière
Tahtamouni revient en Jordanie après avoir obtenu son doctorat afin d'inciter les jeunes femmes à suivre des études de sciences et s'engage pour les institutions qui ont soutenu son déménagement aux États-Unis. En 2008, elle est nommée directrice du centre de microscopie à l'Université Hachémite pour lequel elle avait obtenu un financement. Elle crée également des ateliers d'écriture pour aider les étudiants à obtenir des bouses nationales et internationales. Elle passe plusieurs étés à travailler à l'étranger en Australie et aux États-Unis, pour rester à jour avec les méthodes de recherche.
En 2011, elle est nommée à la tête du département de biologie et de Biotechnologie de l'Université Hachémite. La même année, elle  remporte une bourse régionale panarabe L'Oréal-UNESCO pour les Femmes et la Science et le prix pour les jeunes femmes scientifiques dans le monde en développement de l'OWSD , pour son travail sur le cancer du sein, qui représente 35 % de tous les décès par cancer en Jordanie. En 2015, elle est intronisée au Temple de la renommée des Femmes et la Science à l' Ambassade des États-Unis en Jordanie , et elle est l'une des 100 femmes de l'année de la BBC en 2016. En 2016, ses recherches portent sur  la liaison de l'actine protéines dans des embryons de poulet, sur le cancer du sein, les anomalies de la chromatine du sperme humain,  et les effets du stress oxydant sur le métabolisme cellulaire.
Elle milite pour permettre aux femmes de choisir leur propre cheminement de carrière malgré les normes sociales qui mettent l'accent sur le mariage et la maternité pour les femmes. Elle plaide également en faveur de la législation pour les femmes au travail tels que le congé de maternité et la création de structures de garde d'enfants. Dans une interview, elle a déclaré que « la Jordanie permet aux femmes de s'éduquer et de travailler, mais la tradition leur donne des priorités prédéfinies: son mari, ses enfants et son ménage » . Elle a observé que 71 élèves dans sa classe de premier cycle sur 80 étaient des femmes , mais que seulement trois ont continué dans un programme de maîtrise et qu'une seule a complété un doctorat. Elle encourage également ses élèves, dont beaucoup sont des femmes de quartiers défavorisés de la Jordanie, à étudier à l'étranger afin d'élargir à la fois leur expérience scientifique et culturelle (deux de ses anciens étudiants en maîtrise effectuent leur travail doctoral en Italie et au Canada).

## Distinctions et récompenses
- 2016: nommée dans les 100 femmes de l'année de la BBC
- 2013 : Prix des anciens étudiants Internationaux de l'Université d'État du Colorado[10].
- 2012: Prix des étudiants du programme International du Collège des Sciences Naturelles.
- 2011: Bourses régionale pour les femmes et la Science PanArabe L'OREAL-UNESCO.
- 2011: Prix pour les jeunes femmes scientifiques dans le monde en développement en biologie pour la Région Arabe par l'OWSD.